# Ferreira do Zêzere
Ne doit pas être confondu avec Ferreira do Zêzere (freguesia).
Ferreira do Zêzere est un village portugais appartenant au district de Santarém, dans la province de Ribatejo, région de Centro et sous-région de Médio Tejo, avec 2 353 habitants en 2011.
C'est le siège de la municipalité de Ferreira do Zêzere, avec comme superficie 190,38 kilomètres carrés et 8619 habitants (2011), elle est subdivisée en 7 paroisses. La municipalité est limitée au nord par la municipalité de Figueiró dos Vinhos, au nord-est par Sertã, à l'est par Vila de Rei, au sud par Tomar, à l'ouest par Ourém et au nord-ouest par Alvaiázere.

## Personnes illustres
Ferreira do Zêzere est le berceau de plusieurs personnalités qui sont devenues connues au Portugal et à l’étranger. Des personnalités liées à la culture comme Rodrigo Leal Rodrigues, Ivone Silva ou António Baião ont été les figures les plus connues originaires de cette municipalité.
Par ailleurs, Alfredo Keil, auteur de « A Portuguesa » a passé ici des longues périodes et c’est dans cette zone qu’il a écrit l’« Ópera Serrana », la mélodie d' « A Portuguesa » et où il s'est également inspiré de centaines de peintures que l’on peut rencontrer dans les plus grandes collections et dans les musées les plus affirmer d'Europe.

## Capitale de l’œuf
Le village s’est auto-proclamé "Capitale de l’Œuf", ils ont fait la plus grande omelette du monde, pesant environ 6466 kg. Le record précédent était détenu par les Turcs, avec une omelette de 4400 kg. Pour la fabrication de cette omelette géante, il a fallu 160000 œufs (environ 7 tonnes), 500 litres d’huile et une poêle d’un diamètre de 10 mètres; le coût était de 120000 euros.[réf. nécessaire]

## Géographie
Ferreira do Zêzere est limitrophe :
- au nord, de Figueiró dos Vinhos,
- au nord-est, de Sertã,
- à l'est, de Vila de Rei,
- au sud, de Tomar,
- à l'ouest, de Ourém,
- au nord-ouest, de Alvaiázere.

## Zone archéologique
- La grotte d'Avecasta

## Démographie
| 1801  | 1849  | 1900   | 1930   | 1960   | 1981   | 1991  | 2001  | 2004  |
| ----- | ----- | ------ | ------ | ------ | ------ | ----- | ----- | ----- |
| 1 631 | 8 984 | 13 708 | 16 008 | 15 739 | 11 099 | 9 954 | 9 422 | 9 345 |

| 2011  | - | - | - | - | - | - | - | - |
| ----- | - | - | - | - | - | - | - | - |
| 8 619 | - | - | - | - | - | - | - | - |

## Subdivisions
La municipalité de Ferreira do Zêzere groupe 7 freguesias :
- Águas Belas
- Areias
- Beco
- Chãos
- Ferreira do Zêzere
- Igreja Nova do Sobral
- Nossa Senhora do Pranto